# Historial Jeanne d'Arc
L’Historial Jeanne d'Arc est un musée de Rouen consacré à Jeanne d'Arc. Ouvert le 20 mars 2015, il est situé dans les bâtiments de l'archevêché de Rouen.

## Le projet
L'Historial Jeanne d'Arc, projet mené par la Métropole Rouen Normandie, est un lieu dédié à la mémoire de ce personnage historique d'envergure internationale. Rouen est marquée par le souvenir de Jeanne d'Arc, de la place du Vieux-Marché où eut lieu son supplice au palais archiépiscopal où un procès posthume rétablit son innocence. C'est dans ce site médiéval, mis à disposition par l'Archevêché et les services de l'État, qu'est installé l'Historial. Le palais archiépiscopal retrace l'histoire de Jeanne d'Arc sur près de 1 000 m2 à travers une scénographie moderne par le biais de nombreux dispositifs multimédias (mapping 3D, panneaux graphiques lumineux et dynamiques interagissant avec les audiovisuels, bornes de consultation multimédias dans la mythothèque).
Le musée est financé et géré par la métropole de Rouen; les travaux de restauration du palais archiépiscopal et la muséographie ont coûté 10,6 M€.

## Le musée
L'Historial Jeanne d'Arc est situé dans les locaux de l'Archevêché de Rouen. Avec ses cryptes romane et gothique, ou encore sa tour du XVe siècle, ce bâtiment d'une grande qualité architecturale est porteur d'une identité médiévale forte. Intimement lié au destin de Jeanne, il abrite les vestiges de la salle de l'Officialité où fut prononcée sa condamnation en 1431, et où se déroula en 1456 son procès en réhabilitation. L'Archevêché était donc le cadre idéal pour raconter l'histoire de Jeanne, sur une surface de près de 1 000 m2.
La visite, répartie dans quinze espaces sur cinq niveaux, dure 110 minutes avec un départ tous les quarts d'heure dans des groupes de 25 personnes. Le film Le procès du procès de Jeanne d'Arc, diffusé au cours de la visite, a été réalisé par Olivier Brunet, originaire de Rouen.
Inauguré le 20 mars 2015 par le ministre des Affaires étrangères Laurent Fabius, le musée est ouvert au public le 21 mars 2015,.

## Protection
L'archevêché fait l'objet d'un classement par arrêté du 6 février 1909.